# 環境経済評価
環境経済評価（かんきょうけいざいひょうか）は、環境価値を貨幣価値に換算して評価すること。貨幣価値に換算することで、費用便益分析に取り込んで活用することも多い。

## 環境価値の構成
環境経済評価で評価の対象となる環境価値は、以下の6種類で構成される。
1. 直接的利用価値 - 本人が直接的に環境を利用することで得られる満足感。
2. 間接的利用価値 - 本人が間接的に環境を利用することで得られる満足感。写真や映像などを通して楽しむなど。
3. 随意価値 - 現在は利用しないが、将来利用できる保証があることで得られる満足感。
4. 遺贈価値 - 本人は利用しないが、未来の世代が利用できる保証があることで得られる満足感。
5. 代位価値 - 本人は利用しないが、他者が利用できる保証があることで得られる満足感。他者とは親族・友人など。
6. 存在価値 - 利用するか否かに関わりなく、環境が存在するという事実から得られる満足感。

## 評価手法
大きく表明選好法と顕示選好法に分けられる。

### 表明選好法
アンケート調査から個人の選好を直接問う方法である。調査者の質問の仕方によって結果が変わってしまうという欠点を持つ。
- 仮想評価法 〔仮想市場評価法、CVM〕[3]（WTP:支払意思額）
- コンジョイント分析[3]

### 顕示選好法
個人の行動結果から個人の選好を分析する方法である。顕示されない属性は評価できないという欠点を持つ。
- 直接支出法[3]
- トラベルコスト法（旅行費用法とも[3]。旅行費用と訪問回数から需要関数を導く）
- ヘドニック分析法（ヘドニック価格法とも[3]。地価の上昇から分析する。）